# Seu de comtat

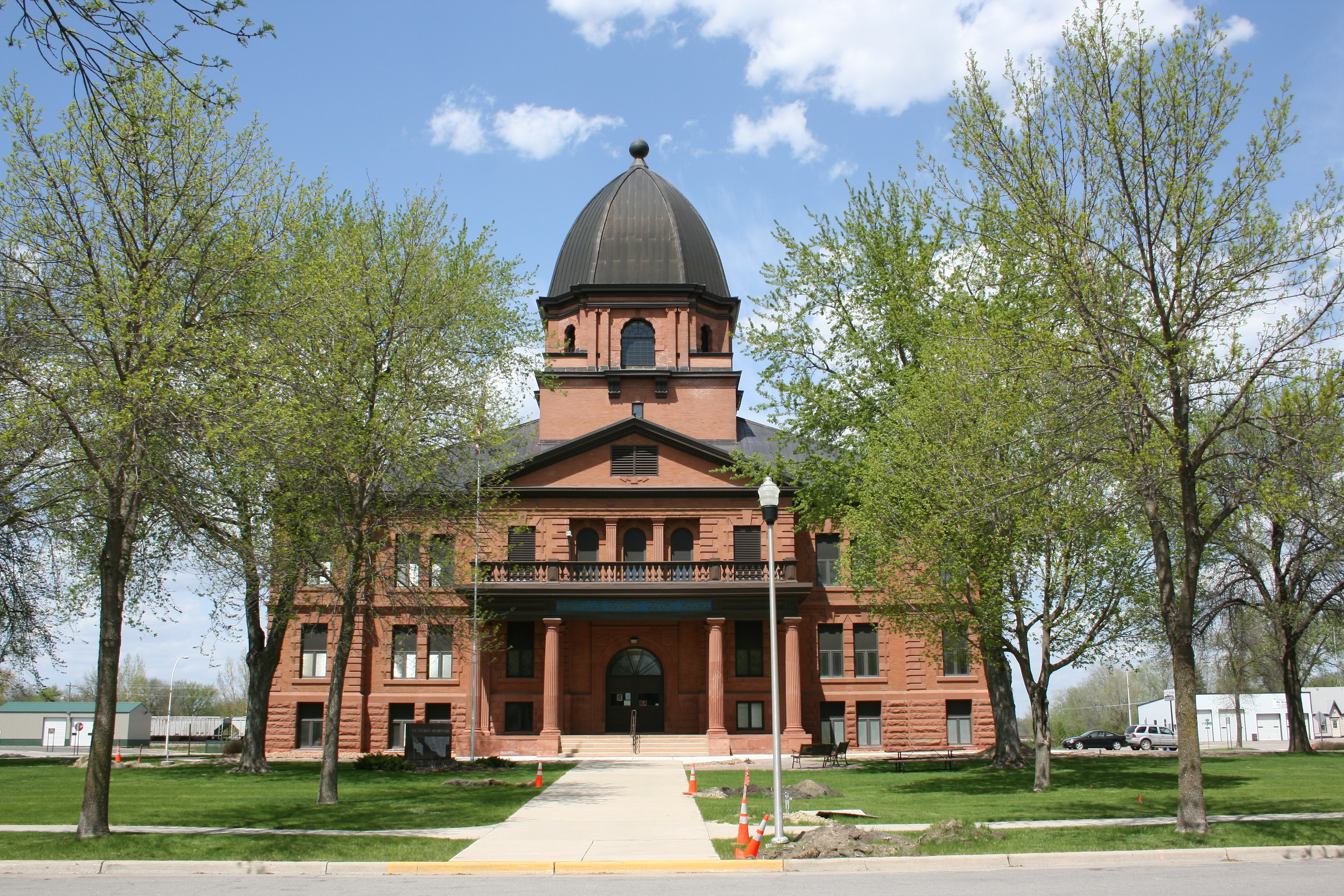
Diversos comtats dels Estats Units tenen un palau de justícia històric, com aquest del comtat de Renville, Minnesota

Una seu de comtat (county seat en anglès) és un municipi que és el centre administratiu d'un comtat, utilitzat principalment als Estats Units. A Nova Anglaterra, el terme oficial és shire town, però col·loquialment el terme usat és county seat. A les províncies marítimes del Canadà, el terme shire town també és utilitzat. A Anglaterra, Gal·les i Irlanda, el terme utilitzat és county town. Aquest terme és utilitzat col·loquialment a Escòcia i Irlanda del Nord, encara que avui en dia cap dels dos estigui dividit en comtats —sinó que es divideixen, respectivament, en regions i districtes. L'estat estatunidenc de Louisiana, en lloc de comtats, utilitza parròquies, i la seu administrativa s'anomena parish seat o, en català, seu de la parròquia. L'estat d'Alaska s'organitza en boroughs, que són districtes molt extensos, i els centres administratius s'anomenen borough seat, o seu del borough.